# Athis (Marne)
Athis és un municipi francès, situat al departament del Marne i a la regió del Gran Est. L'any 2007 tenia 821 habitants.

## Demografia

### Població
El 2007 la població de fet d'Athis era de 821 persones. Hi havia 280 famílies, de les quals 52 eren unipersonals (4 homes vivint sols i 48 dones vivint soles), 84 parelles sense fills, 140 parelles amb fills i 4 famílies monoparentals amb fills.
La població ha evolucionat segons el següent gràfic:
Habitants censats

### Habitatges
El 2007 hi havia 300 habitatges, 283 eren l'habitatge principal de la família, 5 eren segones residències i 12 estaven desocupats. 282 eren cases i 18 eren apartaments. Dels 283 habitatges principals, 213 estaven ocupats pels seus propietaris, 59 estaven llogats i ocupats pels llogaters i 11 estaven cedits a títol gratuït; 12 tenien dues cambres, 33 en tenien tres, 81 en tenien quatre i 158 en tenien cinc o més. 205 habitatges disposaven pel capbaix d'una plaça de pàrquing. A 107 habitatges hi havia un automòbil i a 150 n'hi havia dos o més.

### Piràmide de població
La piràmide de població per edats i sexe el 2009 era:
| Homes | Edats   | Dones |
| ----- | ------- | ----- |
| 4     | 95 o +  | 4     |
| 4     | 90 a 94 | 8     |
| 8     | 85 a 89 | 24    |
| 0     | 80 a 84 | 8     |
| 4     | 75 a 79 | 28    |
| 8     | 70 a 74 | 12    |
| 12    | 65 a 69 | 8     |
| 16    | 60 a 64 | 12    |
| 12    | 55 a 59 | 20    |
| 36    | 50 a 54 | 20    |
| 12    | 45 a 49 | 24    |
| 40    | 40 a 44 | 40    |
| 36    | 35 a 39 | 28    |
| 32    | 30 a 34 | 20    |
| 28    | 25 a 29 | 12    |
| 24    | 20 a 24 | 8     |
| 24    | 15 a 19 | 36    |
| 36    | 10 a 14 | 28    |
| 16    | 5 a 9   | 20    |
| 8     | 0 a 4   | 4     |

## Economia
El 2007 la població en edat de treballar era de 521 persones, 413 eren actives i 108 eren inactives. De les 413 persones actives 391 estaven ocupades (215 homes i 176 dones) i 22 estaven aturades (8 homes i 14 dones). De les 108 persones inactives 33 estaven jubilades, 35 estaven estudiant i 40 estaven classificades com a «altres inactius».

### Ingressos
El 2009 a Athis hi havia 292 unitats fiscals que integraven 775 persones, la mediana anual d'ingressos fiscals per persona era de 20.930 €.

### Activitats econòmiques
Dels 28 establiments que hi havia el 2007, 1 era d'una empresa de fabricació de material elèctric, 3 d'empreses de fabricació d'altres productes industrials, 7 d'empreses de construcció, 1 d'una empresa de comerç i reparació d'automòbils, 3 d'empreses de transport, 1 d'una empresa d'hostatgeria i restauració, 1 d'una empresa financera, 5 d'empreses de serveis, 2 d'entitats de l'administració pública i 4 d'empreses classificades com a «altres activitats de serveis».
Dels 6 establiments de servei als particulars que hi havia el 2009, 1 era un paleta, 1 fusteria, 2 lampisteries, 1 perruqueria i 1 veterinari.
L'any 2000 a Athis hi havia 15 explotacions agrícoles.

## Equipaments sanitaris i escolars
El 2009 hi havia 1 escola maternal i 1 escola elemental.

## Poblacions més properes
El següent diagrama mostra les poblacions més properes.